# Idea arbela
Idea arbela är en fjärilsart som beskrevs av Hans Fruhstorfer 1910. Idea arbela ingår i släktet Idea och familjen praktfjärilar. Inga underarter finns listade i Catalogue of Life.